# Huaves
Els huaves, també anomenats mareños (en huave: mero ikoots, poble del mar) són un poble indígena que habita a l'Istme de Tehuantepec, estat d'Oaxaca, Mèxic. El nom huave també és pronunciat huavi o wab. Molts huaves treballen com a pescadors i agricultors. Les famílies hueva són patrilocals i viuen en cabanes de sostre de palla. Els membres masculins de cava vila huave formen part de l'escalafón, organització comunitària per als afers civils i religiosos.

## Assentaments
Les principals poblacions huaves són: San Mateo del Mar, San Francisco del Mar, San Dionisio del Mar i Santa maría del Mar.

## Idioma
Els huaves parlen un idioma del mateix nom, que es considera aïllada. D'acord amb l'Instituto Nacional de Lenguas Indígenas (INALI), el huave té dues varietats:
- Huave de l'est. Comprèn les parles de Juchitán i San Mateo del Mar
- Huave de l'oest. És emprada als municipis de San Francisco i San Dionisio.

| Dialecte i lloc       | Nombre de parlants (ca.) | ISO 639-3 (SIL) |
| --------------------- | ------------------------ | --------------- |
| San Dionisio del Mar  | 4.940 (2000)             | hve             |
| San Francisco del Mar | 900 (1990)               | hue             |
| San Mateo del Mar     | 12.000 (1990)            | huv             |
| Santa María del Mar   | 500 (1993)               | hvv             |